# 薛子仲
薛子仲（?—?）。雒阳（今河南省洛阳市白马寺东）人，西汉末年大富商。家貲亿万。王莽改制时，任为纳言士，督五均六筦。

## 生平
汉成帝、汉哀帝时，雒阳师史家衰落，薛子仲利用雒阳在齐、秦、楚、赵各地中心的有利地位，经营商业，成为巨富，家资至一万万。王莽想要效法汉武帝重用商人的政策，任命他为纳言士，监督五均六筦。但不能像汉武帝那样获得实利。

## 同时代商人
- 张长叔，雒阳人。雒阳巨富，家财至一万万，王莽任命他为纳言士。